# Matsumura Sōkon
Matsumura Sōkon (松村 宗棍) Va ser un dels mestres que van original el karate antigament Okinawa te a Okinawa. No se sap exactament quan va viure, es dubte entre: (1809-1901) o (1798–1890) o (1809–1896) o (1800–1892).
Va ser el primer a introduir els principis de l'escola l'art de l'espasa de Satsuma., Jigen-ryū, introducció del Ryūkyū kobujutsu. Se li atribueix la creació de la fundació del bojutsu.